# 楊旂
楊旂（1516年—？），字汝章，號譚村，河南開封府延津縣人，民籍，明朝政治人物。

## 生平
壬子科（1552年）河南鄉試第十一名舉人。嘉靖三十五年（1556年）中式丙辰科三甲第一百八十八名進士。吏部观政，授户部主事，四十一年升员外，四十二年升江西佥事，四十三年升山西参议，四十五年升副使，隆慶二年（1568年）升参政。

## 家族
曾祖楊思義，陰陽官；祖父楊璡；父楊祉，恩例冠帶。母高氏，封太恭人。